# Pakistan ai XXIV Giochi olimpici invernali
Il Pakistan ha partecipato ai XXIV Giochi olimpici invernali, che si sono svolti dal 4 al 20 febbraio 2022 a Pechino in Cina, con una delegazione composta da un atleta, Muhammad Karim che è stato il portabandiera alla Cerimonia d'Apertura.
Si è trattata della quarta partecipazione di questo paese ai Giochi invernali.

## Delegazione
| Sport      | Uomini | Donne | Totale |
| ---------- | ------ | ----- | ------ |
| Sci alpino | 1      | 0     | 1      |
| Totale     | 1      | 0     | 1      |

## Risultati

### Sci alpino
| Atleta         | Evento          | 1ª manche | 1ª manche | 2ª manche       | 2ª manche       | Totale          | Totale          |
| Atleta         | Evento          | Tempo     | Posizione | Tempo           | Posizione       | Tempo           | Posizione       |
| -------------- | --------------- | --------- | --------- | --------------- | --------------- | --------------- | --------------- |
| Muhammad Karim | Slalom speciale | DNF       | DNF       | Non qualificato | Non qualificato | Non qualificato | Non qualificato |